# Chiesa di San Giovanni Battista (Briga Novarese)
La chiesa di San Giovanni Battista è la parrocchiale di Briga Novarese, in provincia e diocesi di Novara; fa parte dell'unità pastorale di Gozzano.

## Storia
Il primitivo oratorio di Briga Novarese sorse nel Medio Evo; tale edificio venne sostituito da una nuova chiesa tra i secoli XII e XIV.
Dalle consignationes della pieve di Gozzano risalenti al XIV secolo s'apprende che la chiesa di San Giovanni Battista era la parrocchiale del paese e che nel borgo esistevano anche le chiese di San Colombano e di San Tommaso Apostolo.
Tra il 1581 e il 1584 la struttura fu sottoposta ad un intervento di rifacimento in stile rinascimentale condotto per voler dell'allora parroco don Bartolomeo Marucco; nel 1594, come da disposizione del vescovo di Novara Carlo Bascapè, venne realizzato un vestibolo destinato ai battesimi.
La chiesa subì un secondo rifacimento nel XVII secolo e nella prima metà del Novecento venne ampliata mediante la costruzione delle navate laterali, promossa dal parroco don Signini.

## Descrizione

### Facciata
La facciata della chiesa è a salienti ed è divisa da una cornice marcapiano in due registri, dei quali quello inferiore, tripartito da quattro coppie di lesene binate d'ordine corinzio, presenta il portale maggiore, sovrastato da un timpano semicircolare, e i due portali secondari, sopra i quali ci sono altrettante nicchie ospitanti delle statue. Il registro superiore è caratterizzato da una grande finestra semicircolare, è affiancato da due archi che lo raccordano al piano sottostante ed è coronato dal timpano di forma triangolare.

### Interno
Opere di pregio conservate all'interno, che è a tre navate, sono l'affresco avente come soggetto Sant'Antonio di Padova, eseguito nel 1693, il fonte battesimale, scolpito nel 1554, il gruppo ligneo della Madonna dolente con San Giovanni Evangelista, intagliato nel 1680 dal borgomanerese Giuseppe Zanolio, l'altare maggiore, costruito in marmo nel 1761, il trecentesco dipinto parietale ritraente San Grato e Sant’Eurosia, originariamente collocato nella chiesetta di San Grato, la pala con soggetto San Giovanni Battista, dipinta nel XVIII secolo da Giuseppe Bonino, e l'affresco raffigurante la Gloria di San Giovanni Battista, eseguito nel 1784 da Antonio Orgiazzi.